# When I Was Cruel
Albums de Elvis Costello and the Imposters
For the Stars
(2001) Cruel Smile
(2002)
When I Was Cruel (2002) est le vingtième album d'Elvis Costello. Bien qu'officiellement un album solo de Costello, il comprend pour la première fois son nouveau groupe, The Imposters, dont la seule différence avec le précédent, The Attractions, est le remplacement du bassiste Bruce Thomas, avec lequel Costello s'est disputé, par Davey Faragher (autrefois du groupe Cracker). Quand l'album sortit, les divers objets publicitaires portaient la mention "COSTELLO'S FIRST LOUD ALBUM SINCE 199?".
La chanson "45" parle du fait d'avoir 45 ans, l'âge d'Elvis au moment de l'écriture de la chanson. Comme Costello raffole des multiples sens, la chanson parle également de l'année 1945, du .45 ACP et des 45 tours. L'idée de la chanson "Tear Off Your Own Head (It's a Doll Revolution)" vient de poupées japonaises portant des écritures en engrish. La chanson a été reprise par The Bangles sur leur album de 2003, Doll Revolution.

## Liste des pistes
| No  | Titre                                           | Auteur         | Durée |
| --- | ----------------------------------------------- | -------------- | ----- |
| 1.  | 45                                              | Elvis Costello | 3:33  |
| 2.  | Spooky Girlfriend                               | Costello       | 4:22  |
| 3.  | Tear Off Your Own Head (It's a Doll Revolution) | Costello       | 3:31  |
| 4.  | When I Was Cruel No. 2                          | Costello       | 7:06  |
| 5.  | Soul for Hire                                   | Costello       | 3:55  |
| 6.  | 15 Petals                                       | Costello       | 4:01  |
| 7.  | Tart                                            | Costello       | 4:03  |
| 8.  | Dust 2...                                       | Costello       | 3:21  |
| 9.  | Dissolve                                        | Costello       | 2:22  |
| 10. | Alibi                                           | Costello       | 6:42  |
| 11. | ...Dust                                         | Costello       | 3:03  |
| 12. | Daddy Can I Turn This?                          | Costello       | 3:41  |
| 13. | Little Blue Window                              | Costello       | 3:10  |
| 14. | Episode of Blonde                               | Costello       | 5:01  |
| 15. | Radio Silence                                   | Costello       | 4:58  |

## Personnel
- Elvis Costello - Chant ; guitare ; arrangements cuivres ; Mélodica ; harmonica ; guitare basse; Cymbales; Piano
- Steve Nieve - Claviers ; vibraphone
- Davey Faragher - Guitare basse ; claquements de main
- Pete Thomas - Batterie ; percussions ; claquements de main ; tambourin

### Personnel supplémentaire
- Steven Kennedy - Chant d'accompagnement
- Leo Pearson - Tambourin ; mixage ; effets électroniques
- Bill Ware - Vibraphone
- Ku-umba Frank Lacy - Trompette ; bugle
- Curtis Fowlkes - Trombone
- Jay Rodriguez - Saxophone ténor
- Roy Nathanson - Saxophone alto